# (14143) Hadfield
(14143) Hadfield (1998 SQ18) – planetoida z pasa głównego asteroid okrążająca Słońce w ciągu 3,67 lat w średniej odległości 2,38 j.a. Odkryta 18 września 1998 roku.